# Бригитенау
Бригитенау је двадесети округ града Беча. Лоциран је северно од центра града и то на острву између Дунава и Дунавског канала. Овај округ града Беча је веома густо насељен али ипак не поседује одређени историјски центар. Oд 1850. године био је део 2. округа града Беча, Леополдштат-а, од кога се 1900. године одвојио и постао засебан округ.
Познатије грађевине на територији Бригитенау-а су Милениум торањ као и мушки студентски дом Мелдманштрасе у коме је боравио Адолф Хитлер у периоду од 1910.-1913. године.